# Cornelis Blaauw
Cornelis Jouke Blaauw (Amsterdam, 12 oktober 1885 - Haarlem, 19 januari 1947) was een Nederlandse architect.

## Leven en werk
Blaauw volgde nooit een architectenopleiding en leerde het vak in de praktijk. Hij maakte in zijn jonge jaren snel naam en met name zijn vroege Amsterdamse School-werk is nog steeds algemeen bekend en gewaardeerd. In 1917 ontwierp hij drie villa's in Park Meerwijk in Bergen (plaats in Noord-Holland). 
In de periode 1919-1924 ontwierp hij vijf gebouwen voor de Landbouwhogeschool, vier in Wageningen en een in Lisse. Vooral de twee bekendste gebouwen, het Laboratorium voor Plantenfysiologie (bekend als het Schip van Blaauw) en Microbiologie, worden tot schoolvoorbeelden van de decoratieve en monumentale Amsterdamse School gerekend. Zijn ontwerp voor het gebouw van Tuinbouwplantenteelt aan de Haagsteeg was daarentegen veel soberder, onder meer doordat de Landbouwhogeschool de kostenoverschrijding van Microbiologie als negatief had ervaren. Aan de Lawickse Allee staat voorts een laboratorium van Blaauw voor plantenveredeling. De drie eerstgenoemde gebouwen en de tuinmanswoning van Plantenfysiologie zijn als rijksmonument beschermd, de tuinmanswoning van Tuinbouwplantenteelt en het Laboratorium voor Plantenveredeling zijn gemeentelijk monumenten.
Zijn latere werk uit de jaren dertig is gekenmerkt door een sobere ontwerpstijl. Eenvoud, strengheid en een haast classicistische opzet zijn kenmerken, die opvallend contrasteren met de uitgesproken expressieve en decoratieve Amsterdamse School-architectuur. 
Typerend is dat Blaauw juist in de jaren dertig grote representatieve opdrachten kreeg. Een groot succes in zijn carrière vormde zijn ontwerp voor het Amsterdamse Minervaplein uit 1929, dat deels in de jaren dertig en deels na zijn dood door de architecten L. Göbel en G. den Hertog, naar het oorspronkelijke ontwerp van Blaauw werd uitgevoerd. Het ontwerp getuigt van Blaauws voorliefde voor een strenge, haast classicistische compositie. 
In de daaropvolgende jaren was Blaauw actief als ontwerper van gemeentehuizen, waarvan het Stadhuis van Leiden als exemplarisch wordt beschouwd. 
Zijn laatste grote werk was het gebouw van de Raad van Arbeid in Amsterdam. De opdracht verkreeg Blaauw in 1940 en het werd na zijn dood in 1947 voltooid door H.T. Zwiers. Dit kolossale gebouw aan de Wibautstraat wordt gekenmerkt door een streng vensterritme.

## Lijst gebouwen in Wageningen
- Laboratorium voor Plantenfysiologie (bekend als het Schip van Blaauw), inclusief tuinmanswoning, 1920 (rijksmonument)
- Laboratorium Microbiologie, 1921 (rijksmonument)
- Centrum voor Tuinbouwplantenteelt ,1923 (rijksmonument)
- Instituut voor Plantenveredeling,  1924  (gemeentelijk monument)

## Afbeeldingen

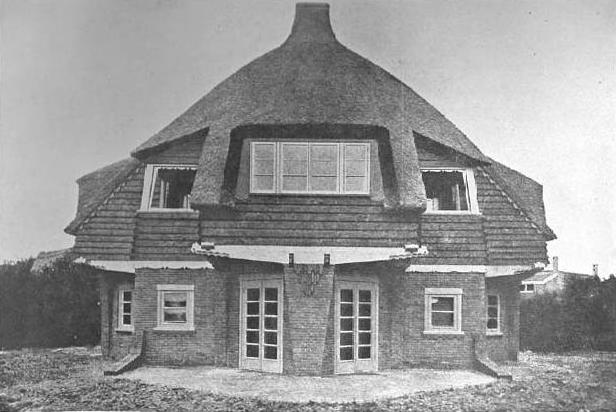
Huize Meerhoek
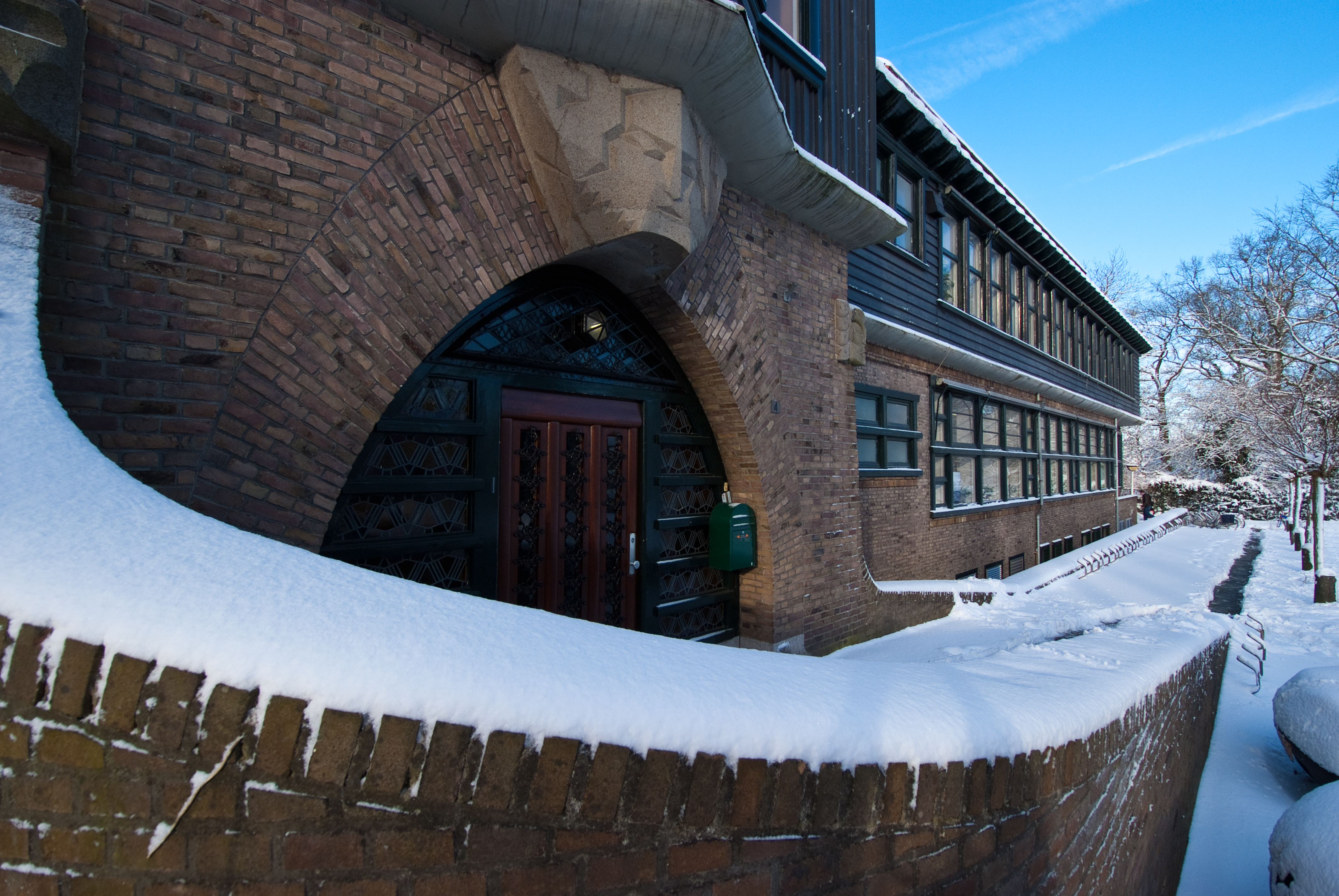
Entree voormalig Laboratorium Microbiologie Wageningen 1921
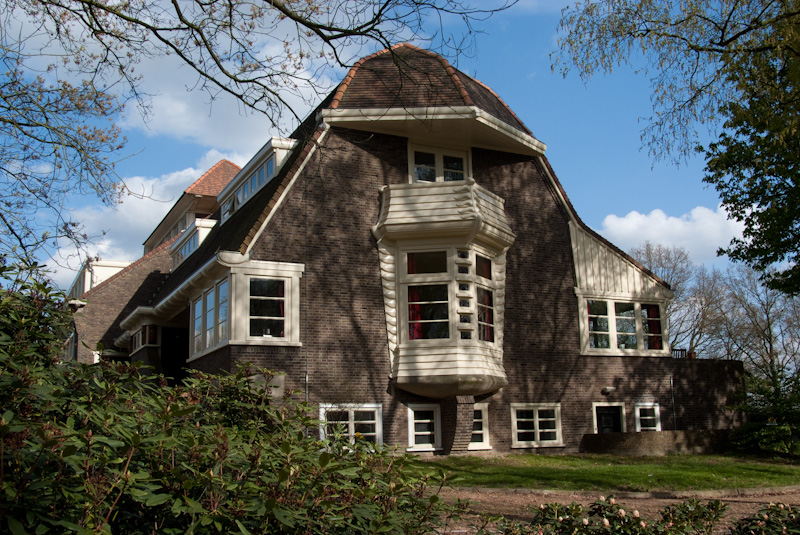
Het Schip van Blaauw Wageningen 1920
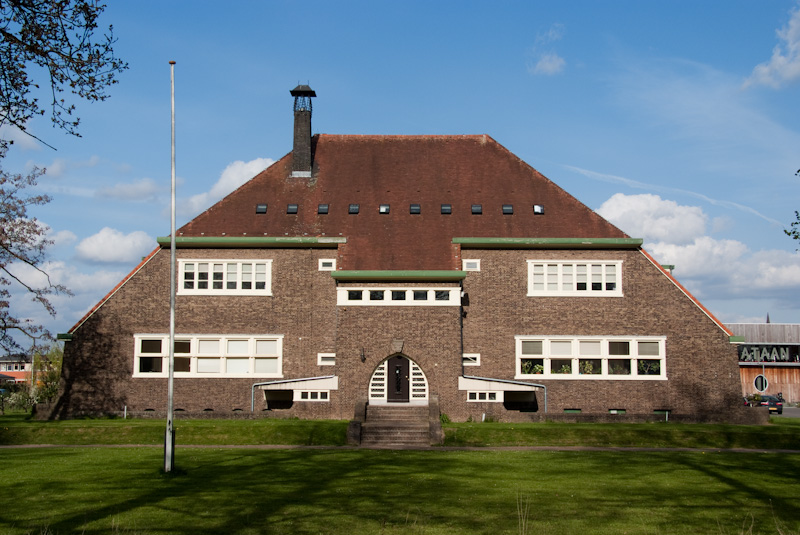
Tuinbouwplantenteelt Wageningen.
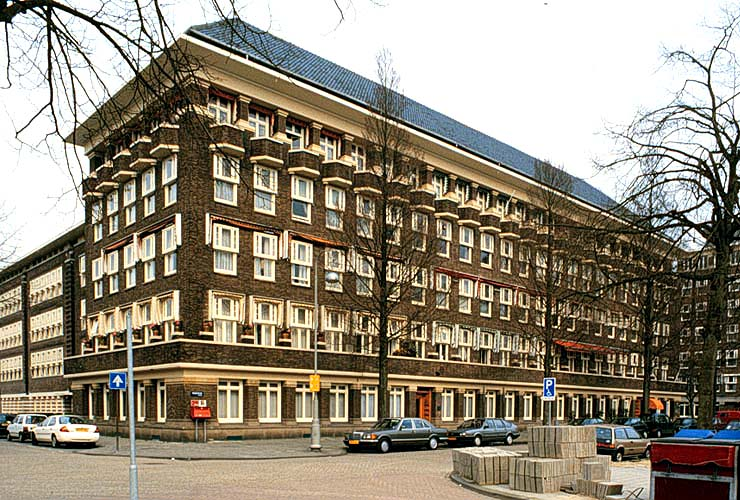
Minervaplein 1-7, Amsterdam (1929)